# La Chapelle-Enchérie
La Chapelle-Enchérie település Franciaországban, Loir-et-Cher megyében. Lakosainak száma 211 fő (2022. január 1.). La Chapelle-Enchérie Épiais, Faye, Lignières, Renay és Oucques La Nouvelle községekkel határos.

## Népesség
A település népességének változása:
| Lakosok száma | 167  | 129  | 134  | 143  | 197  | 208  | 211  | 208  | 210  | 211  |
|               | 1968 | 1982 | 1990 | 2006 | 2013 | 2015 | 2017 | 2019 | 2020 | 2022 |